# Benz 8/20 PS
Der Benz 8/20 PS von Benz & Cie. war eine Weiterentwicklung der Modelle 10/20 PS und 8/18 PS.

## 8/20 PS (1912–1918)
Der Wagen war mit einem Vierzylinder-Reihenmotor mit 1950 cm³ Hubraum ausgestattet, der 20 PS (14,7 kW) bei 1800/min. entwickelte. Die Motorkraft wurde an über eine Lederkonuskupplung an ein Vierganggetriebe weitergeleitet und von dort über eine Kardanwelle an die Hinterräder. Die Höchstgeschwindigkeit lag bei 62 km/h, der Benzinverbrauch bei 14–15 l/100 km.
Das blattgefederten Fahrgestell mit Holzspeichenrädern und Luftreifen kostete ℳ 6500,--, als Zweisitzer ℳ 8250,--, als Roadster ℳ 9150,-- und als Limousine ℳ 10.200,--.

## 8/20 PS (1914–1921)
Neben dem Grundmodell gab es noch ein Modell gleichen Namens mit vergrößertem Hubraum. Der Reihenvierzylindermotor besaß einen Hubraum von 2090 cm³ bei gleichbleibender Leistung von 20 PS (14,7 kW) bei 1900/min. Diese Wagen erreichten eine Höchstgeschwindigkeit von 65 km/h.

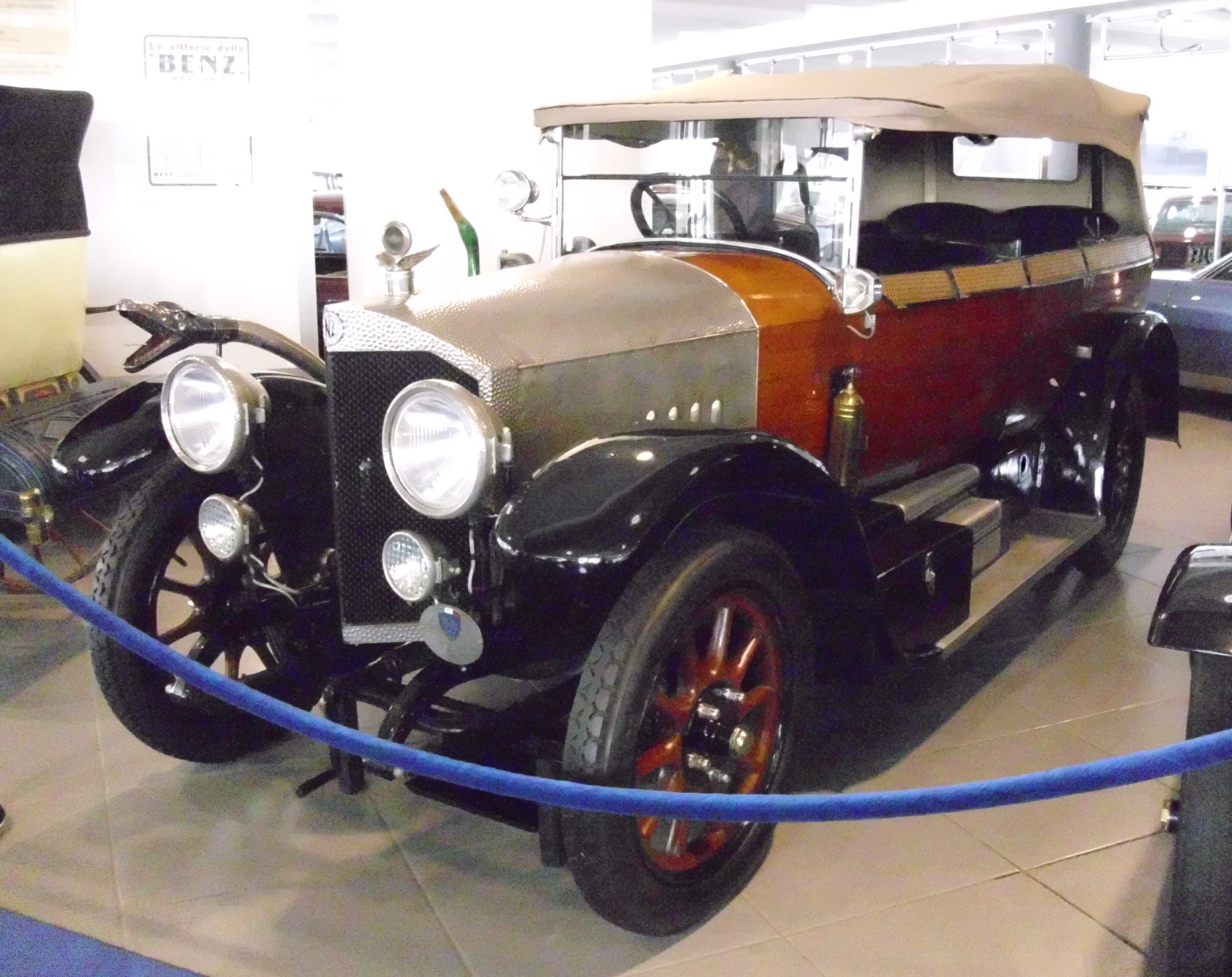
Benz 8/20 PS von 1914 mit einer Karosserie von Schebera
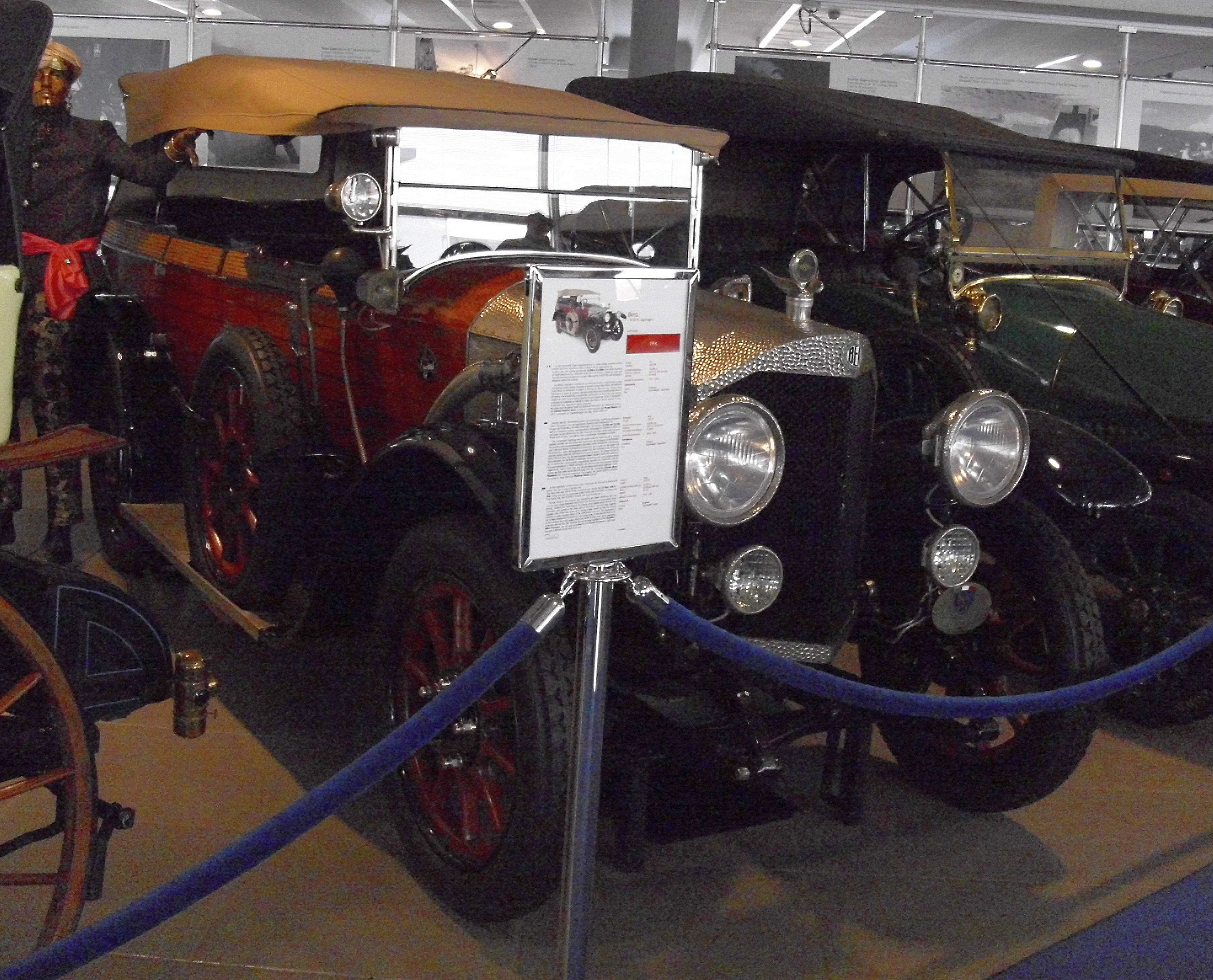
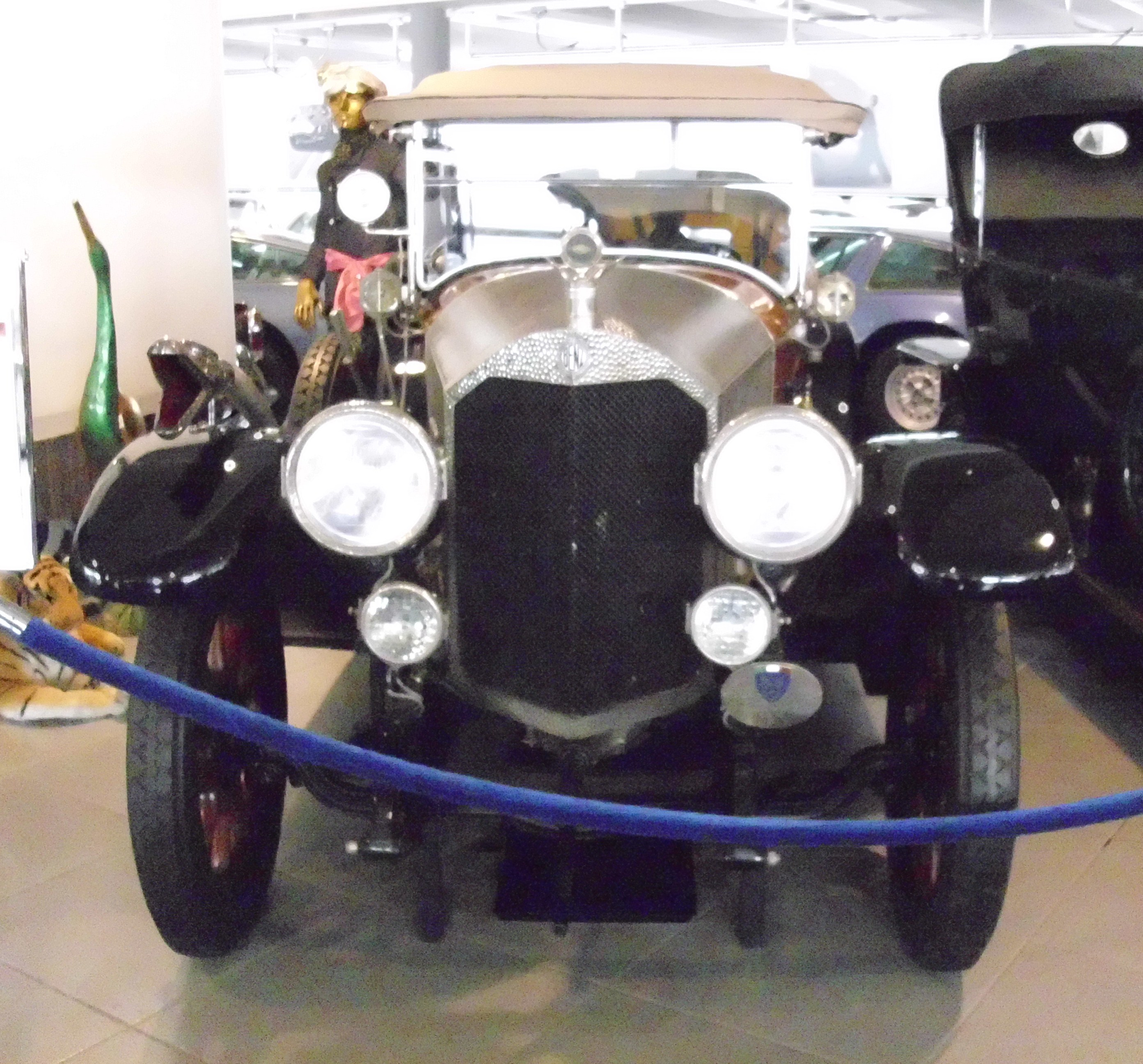

## Quelle
- Werner Oswald: Mercedes-Benz Personenwagen 1886–1986. 4. Auflage. Motorbuch Verlag, Stuttgart 1987, ISBN 3-613-01133-6, S. 48–49.